# Devaramallanayakana Halli, Nagamangala
Devaramallanayakana Halli là một làng thuộc tehsil Nagamangala, huyện Mandya, bang Karnataka, Ấn Độ.